# Blíž ke hvězdám
Sam na sam è il quarto album (primo album live) della cantante pop rock ceca Ewa Farna. Contiene sia un CD che un DVD. In quest'ultimo sono inclusi sia le esibizioni live della cantante che i video musicali dei suoi singoli precedenti. Ha venduto circa 20 000 copie in Repubblica Ceca ed è stato l'album live più venduto quell'anno.

## Tracce
Esibizioni live
1. Blíž ke hvězdám
2. Víkend
3. Zavři oči
4. Bez tebe
5. Kočka
6. Nebojím se
7. Jen spát
8. Tam gdzie ty
9. Jak motýl
10. Lalalaj
11. Ticho
12. Ponorka
13. Případ ztracenej
14. Jaký to je
15. Měls mě vůbec rád
16. Něco nám přejte

Video musicali
1. Boží mlejny melou
2. Jaký to je
3. Lalalaj
4. Ticho
5. Zapadlej krám
6. Měls mě vůbec rád + Ewa soĺo na bicí

Tracce sul CD
1. Blíž ke hvězdám
2. Víkend
3. Zavři oči
4. Bez tebe
5. Kočka
6. Nebojím se
7. Jen spát
8. Tam gdzie ty
9. Zapadlej krám
10. Jak motýl
11. Lalalaj
12. Ticho
13. Ponorka
14. Případ ztracenej
15. Jaký to je
16. Měls mě vůbec rád
17. Něco nám přejte

## Classifiche
| Classifica (2008)  | Posizione massima |
| ------------------ | ----------------- |
| Czech Albums Chart | 4                 |